# Michel Vaillancourt
Michel Vaillancourt (Saint-Félix-de-Valois, 26 de julho de 1954) é um ginete canadiano, especialista em saltos, medalhista olímpico. 

## Carreira
Michel Vaillancourt representou seu país nos Jogos Olímpicos de Verão de 1976, na qual conquistou a medalha de prata nos saltos individual.